# 白林 (1953年)
白林（法語：Sylvie-Agnès Bermann，1953年10月19日—），女，法国外交官。曾任法国驻华大使、驻俄罗斯大使、驻英国大使。